# Marbach (Neu-Ulm)
 Marbach  ist ein Ortsteil der Großen Kreisstadt Neu-Ulm im bayerisch-schwäbischen Landkreis Neu-Ulm.

## Geographie
Der Ort liegt etwa 6 Kilometer südöstlich der Stadtmitte und ist mit dieser über eine Gemeindestraße und die Staatsstraßen 2029 und 2021 verbunden.

## Geschichte
Marbach gehörte zur Gemeinde Reutti im Landkreis Neu-Ulm und wurde mit dieser am 1. Juni 1977 nach Neu-Ulm eingegliedert.